# Montmirat
Montmirat ist eine französische Gemeinde im Département Gard in der Region Okzitanien mit 478 Einwohnern (Stand 1. Januar 2022).

## Geografie
Die Gemeinde Montmirat liegt in der westlichen Mitte des Départements Gard in einer leicht hügeligen und eher dünn besiedelten Landschaft. Diese befindet sich zwischen der weiter südlich gelegenen dicht besiedelten Region entlang der Mittelmeerküste und des weiter nördlich nahe der Stadt Alès beginnenden Cevennengebirges. Das Zentrum der Großstadt Nîmes liegt von Montmirat rund 25 Straßenkilometer in südöstlicher Richtung. Durch den Kernort verläuft mit der D6110 eine bedeutende regionale Straße, welche Richtung Süden an Montpellier und Richtung Norden an Alès anbindet. Wenige Kilometer südlich stellt sie zudem die Anbindung zur nach Nîmes führenden D999 her. Im Nordwesten des Gemeindegebietes verläuft das Flüsschen Courme. 
Die Nachbargemeinden von Montmirat sind Moulézan im Norden, Fons (Berührungspunkt) im Nordosten, Saint-Mamert-du-Gard im Osten, Crespian im Süden und Cannes-et-Clairan im Westen.

## Kultur und Sehenswürdigkeiten
Auf dem heutigen Gemeindegebiet befinden sich die Überreste eines römischen Steinbruchs namens Le Roquet. Er ist seit 1987 als Monument historique gelistet. Neben einer katholischen Kirche, welche im 19. Jahrhundert im neugotischen Stil entstand, hat Montmirat auch eine protestantische Kirche. Dazu gibt es in der Gemeinde die katholische Kapelle Notre-Dame-de-Jouffe, welche aus dem Mittelalter stammt und einst Teil einer Klosteranlage war.

## Bevölkerungsentwicklung
| Jahr      | 1962 | 1968 | 1975 | 1982 | 1990 | 1999 | 2008 | 2017 |
| --------- | ---- | ---- | ---- | ---- | ---- | ---- | ---- | ---- |
| Einwohner | 172  | 161  | 146  | 135  | 142  | 167  | 289  | 433  |

Im Jahr 1793 wurde die Gemeinde von 194 Menschen bewohnt. Das 19. Jahrhundert hindurch blieb die Zahl bei gewissen Schwankungen nahezu konstant. Ab etwa 1930 setzte ein Abwärtstrend ein, der 1982 bei nur noch 135 Einwohnern endete. Anschließend kam es zu einem leichten Bevölkerungswachstum, ehe die Zahl der Bewohner zu Beginn des 21. Jahrhunderts stark anwuchs und sich in wenig mehr als einem Jahrzehnt verdoppelte.